# Dekanat Gorzów Śląski
Dekanat Gorzów Śląski – jeden z 36 dekanatów w rzymskokatolickiej diecezji opolskiej.
W skład dekanatu wchodzi 6 parafii:
- Parafia św. Jadwigi Śląskiej i św. Jacka → Biskupice
- Parafia Narodzenia Najświętszej Maryi Panny → Bodzanowice
- Parafia Trójcy Świętej → Gorzów Śląski
- Parafia Narodzenia Najświętszej Maryi Panny → Kościeliska
- Parafia Narodzenia św. Jana Chrzciciela → Kozłowice
- Parafia św. Mateusza → Sternalice